# Eleutherobia aurea
Eleutherobia aurea is een zachte koraalsoort uit de familie Alcyoniidae. De koraalsoort komt uit het geslacht Eleutherobia. Eleutherobia aurea werd in 1995 voor het eerst wetenschappelijk beschreven door Benayahu & Schleyer. 